# Campeonato Uruguaio de Futebol de 2015–16
A Primera División Profesional de 2015–16 ou Campeonato Uruguaio de 1ª Divisão Profissional de 2015–16, também conhecida comercialmente como Torneo Uruguayo Copa Coca-Cola 2015–16, foi a 112ª edição da primeira divisão do futebol uruguaio organizada pela Associação Uruguaia de Futebol (AUF) e a 85ª temporada de caráter profissional.
A temporada, chamada oficialmente "Héctor Rivadavia Gómez", começou a ser disputada em 15 de agosto de 2015 e terminou em 12 de junho de 2016. O Torneio Apertura recebeu o nome de "Ramón Barreto", enquanto o Clausura foi batizado de "100 anos do Fénix".
O campeão foi o Peñarol, após derrotar o Plaza Colonia na semifinal por 3–1. Como o clube também terminou na liderança da classificação geral, não houve necessidade de jogo final.

## Regulamento
A temporada de 2015–16 da Primera División Profesional do Uruguai foi composta por três fases principais, que se complementavam para determinar o título nacional e as posições para rebaixamento e classificações internacionais:
- Torneio Apertura de 2015: Esta foi a primeira metade da temporada regular. Todas as 16 equipes participantes se enfrentaram em um turno único, totalizando 15 rodadas. O time que acumulasse o maior número de pontos ao final dessas 15 partidas foi declarado o campeão do Torneio Apertura.[1]
- Torneio Clausura de 2016: Após a conclusão do Apertura e um breve recesso, a segunda metade da temporada, o Torneio Clausura, teve início. Assim como no Apertura, todas as 16 equipes se enfrentaram novamente em um turno único de 15 rodadas. O clube com mais pontos ao término do Clausura foi o seu campeão.[1]
- Classificação Geral (Tabela Anual) de 2015–16: Esta tabela era o reflexo do desempenho acumulado das equipes ao longo de toda a temporada regular. Para formá-la, os pontos conquistados por cada time no Torneio Apertura eram somados aos pontos obtidos no Torneio Clausura. A Tabela Anual foi de extrema importância, pois definia:
  - O time com a maior pontuação na Tabela Anual garantia vaga na final do Campeonato Uruguaio;
  - As equipes mais bem classificadas, excluindo-se o campeão nacional, garantiam vagas em competições continentais, como a Taça Libertadores e a Copa Sul-Americana;
  - Os três clubes com as piores médias de pontos nas últimas duas temporadas (incluindo a de 2015–16) eram rebaixados para a segunda divisão.[1]
- Fase final do campeonato: Esta foi a fase decisiva do campeonato.
  - Uma semifinal foi disputada entre o campeão do Torneio Apertura e o campeão do Torneio Clausura. O vencedor dessa partida avançava para a "Final".[1]
  - A final do Campeonato Uruguaio aconteceria entre o vencedor da semifinal e o time que tivesse conquistado a maior pontuação na Tabela Anual. No entanto, se uma mesma equipe vencesse o Torneio Apertura ou o Torneio Clausura e terminasse como líder da Tabela Anual, ela já estaria garantida na final. Além disso, se uma equipe vencesse o Apertura (ou Clausura) e a Tabela Anual e a semifinal, a final se tornaria desnecessária, e essa equipe seria automaticamente declarada campeã uruguaia.[1]

## Torneio Apertura de 2015

### Resumo doApertura
O Club Atlético Peñarol garantiu a liderança e o título do Apertura com uma campanha de muita solidez. Eles perderam apenas duas partidas em 15 jogos. O Nacional, tradicional rival do time aurinegro, terminou em segundo lugar, apenas um ponto atrás do líder. Mesmo sem o título, o time se destacou por ter o melhor ataque do torneio, balançando as redes 32 vezes. Logo atrás, com nove vitórias, veio o Cerro, a grande surpresa da parte de cima da tabela. A melhor defesa foi do Fénix, sofrendo apenas 12 gols em 15 partidas. Na outra ponta da tabela, o Villa Teresa teve uma campanha bastante desafiadora, vencendo apenas uma partida e terminando na última colocação com apenas 5 pontos.

### Classificação doApertura
|    | Clube             | PTS | J  | V | E | D  | GP | GC | SG  | Classificação          |
| -- | ----------------- | --- | -- | - | - | -- | -- | -- | --- | ---------------------- |
| 1  | Peñarol           | 31  | 15 | 9 | 4 | 2  | 28 | 17 | +11 | Fase final pelo título |
| 2  | Nacional          | 30  | 15 | 9 | 3 | 3  | 32 | 21 | +11 |                        |
| 3  | Cerro             | 28  | 15 | 9 | 1 | 5  | 25 | 19 | +6  |                        |
| 4  | Wanderers         | 24  | 15 | 6 | 6 | 3  | 22 | 16 | +6  |                        |
| 5  | River Plate       | 23  | 15 | 7 | 2 | 6  | 31 | 25 | +6  |                        |
| 6  | Fénix             | 23  | 15 | 6 | 5 | 4  | 17 | 12 | +5  |                        |
| 7  | Danubio           | 22  | 15 | 6 | 4 | 5  | 21 | 13 | +8  |                        |
| 8  | Defensor Sporting | 21  | 15 | 6 | 3 | 6  | 25 | 25 | 0   |                        |
| 9  | El Tanque Sisley  | 19  | 15 | 5 | 4 | 6  | 17 | 17 | 0   |                        |
| 10 | Rentistas         | 18  | 15 | 5 | 3 | 7  | 18 | 19 | −1  |                        |
| 11 | Sud América       | 18  | 15 | 4 | 6 | 5  | 17 | 22 | −5  |                        |
| 12 | Liverpool         | 18  | 15 | 5 | 3 | 7  | 15 | 24 | −9  |                        |
| 13 | Plaza Colonia     | 17  | 15 | 3 | 8 | 4  | 15 | 16 | −1  |                        |
| 14 | Racing            | 17  | 15 | 4 | 5 | 6  | 21 | 26 | −5  |                        |
| 15 | Juventud          | 15  | 15 | 4 | 3 | 8  | 14 | 25 | −11 |                        |
| 16 | Villa Teresa      | 5   | 15 | 1 | 2 | 12 | 9  | 30 | −21 |                        |

| Fonte: AUF (em castelhano) |

## Torneio Clausura de 2016

### Resumo do Clausura
O Torneio Clausura de 2016 foi a segunda metade do Campeonato Uruguaio, marcado por um feito histórico do Club Plaza Colonia de Deportes. A equipe de Colônia do Sacramento surpreendeu a todos ao conquistar o título da fase, somando 32 pontos em 15 jogos (9 vitórias, 5 empates, 1 derrota), superando até a campanha do Peñarol no Apertura. Sua força residiu na defesa, a melhor do torneio, sofrendo apenas 9 gols (média de 0,6 gols/jogo). Mesmo sem o título do Clausura, o Peñarol manteve a consistência, garantindo o segundo lugar na fase, o que foi crucial para sua liderança na Tabela Anual e o posterior título nacional. O Wanderers liderou o ataque com 31 gols marcados no Clausura, uma média de mais de 2 gols por partida. O torneio se mostrou extremamente equilibrado, com o 3º colocado (Sud América, 25 pontos) e o 10º (Defensor Sporting, 21 pontos) separados por apenas 4 pontos, evidenciando a intensidade da disputa.

### Classificação doClausura
|    | Clube             | PTS | J  | V | E | D  | GP | GC | SG  | Classificação          |
| -- | ----------------- | --- | -- | - | - | -- | -- | -- | --- | ---------------------- |
| 1  | Plaza Colonia     | 32  | 15 | 9 | 5 | 1  | 20 | 9  | +11 | Fase final pelo título |
| 2  | Peñarol           | 27  | 15 | 8 | 3 | 4  | 25 | 18 | +7  |                        |
| 3  | Sud América       | 25  | 15 | 7 | 4 | 4  | 17 | 16 | +1  |                        |
| 4  | Wanderers         | 24  | 15 | 7 | 3 | 5  | 31 | 21 | +10 |                        |
| 5  | Nacional          | 24  | 15 | 7 | 3 | 5  | 21 | 17 | +4  |                        |
| 6  | Cerro             | 24  | 15 | 7 | 3 | 5  | 17 | 15 | +2  |                        |
| 7  | Fénix             | 23  | 15 | 6 | 5 | 4  | 18 | 13 | +5  |                        |
| 8  | Liverpool         | 22  | 15 | 7 | 1 | 7  | 16 | 18 | −2  |                        |
| 9  | Rentistas         | 21  | 15 | 6 | 3 | 6  | 18 | 17 | +1  |                        |
| 10 | Defensor Sporting | 21  | 15 | 6 | 3 | 6  | 23 | 29 | −6  |                        |
| 11 | Villa Teresa      | 19  | 15 | 5 | 4 | 6  | 15 | 19 | −4  |                        |
| 12 | Juventud          | 18  | 15 | 4 | 6 | 5  | 19 | 19 | 0   |                        |
| 13 | River Plate       | 18  | 15 | 5 | 3 | 7  | 15 | 16 | −1  |                        |
| 14 | Racing            | 14  | 15 | 3 | 5 | 7  | 19 | 24 | −5  |                        |
| 15 | Danubio           | 13  | 15 | 3 | 4 | 8  | 18 | 25 | −7  |                        |
| 16 | El Tanque Sisley  | 7   | 15 | 2 | 1 | 12 | 14 | 30 | −16 |                        |

| Fonte: AUF (em castelhano) |

## Classificação geral (Tabela Anual)
|    | Clube             | PTS | J  | V  | E  | D  | GP | GC | SG  | Classificação                |
| -- | ----------------- | --- | -- | -- | -- | -- | -- | -- | --- | ---------------------------- |
| 1  | Peñarol           | 58  | 30 | 17 | 7  | 6  | 53 | 35 | +18 | Libertadores e Sul-Americana |
| 2  | Nacional          | 54  | 30 | 16 | 6  | 8  | 53 | 38 | +15 | Taça Libertadores            |
| 3  | Cerro             | 52  | 30 | 16 | 4  | 10 | 42 | 34 | +8  | Pré-Libertadores             |
| 4  | Plaza Colonia     | 49  | 30 | 12 | 13 | 5  | 35 | 25 | +10 | Copa Sul-Americana           |
| 5  | Wanderers         | 48  | 30 | 13 | 9  | 8  | 53 | 37 | +16 | Copa Sul-Americana           |
| 6  | Fénix             | 46  | 30 | 12 | 10 | 8  | 35 | 25 | +10 | Copa Sul-Americana           |
| 7  | Sud América       | 43  | 30 | 11 | 10 | 9  | 34 | 38 | −4  |                              |
| 8  | Defensor Sporting | 42  | 30 | 12 | 6  | 12 | 48 | 54 | −6  |                              |
| 9  | River Plate       | 41  | 30 | 12 | 5  | 13 | 46 | 41 | +5  |                              |
| 10 | Liverpool         | 40  | 30 | 12 | 4  | 14 | 31 | 42 | −11 |                              |
| 11 | Rentistas         | 39  | 30 | 11 | 6  | 13 | 36 | 36 | 0   |                              |
| 12 | Danubio           | 35  | 30 | 9  | 8  | 13 | 39 | 38 | +1  |                              |
| 13 | Juventud          | 33  | 30 | 8  | 9  | 13 | 33 | 44 | −11 |                              |
| 14 | Racing            | 31  | 30 | 7  | 10 | 13 | 40 | 50 | −10 |                              |
| 15 | El Tanque Sisley  | 26  | 30 | 7  | 5  | 18 | 31 | 47 | −16 |                              |
| 16 | Villa Teresa      | 24  | 30 | 6  | 6  | 18 | 24 | 49 | −25 |                              |

| Fonte: AUF (em castelhano) |

## Rebaixamento
|    | Clube             | Média | PTS | J  | V  | E  | D  | GP  | GC  | SG  | Resultado final |
| -- | ----------------- | ----- | --- | -- | -- | -- | -- | --- | --- | --- | --------------- |
| 1  | Nacional          | 1,950 | 117 | 60 | 36 | 9  | 15 | 111 | 66  | +45 | Permanecem      |
| 2  | Peñarol           | 1,900 | 114 | 60 | 33 | 15 | 12 | 109 | 64  | +45 | Permanecem      |
| 3  | Plaza Colonia     | 1,633 | 49  | 30 | 12 | 13 | 5  | 35  | 25  | +10 | Permanecem      |
| 4  | River Plate       | 1,583 | 95  | 60 | 29 | 8  | 23 | 102 | 76  | +26 | Permanecem      |
| 5  | Defensor Sporting | 1,500 | 90  | 60 | 25 | 15 | 20 | 96  | 92  | +4  | Permanecem      |
| 6  | Cerro             | 1,433 | 86  | 60 | 26 | 9  | 25 | 74  | 89  | −15 | Permanecem      |
| 7  | Sud América       | 1,417 | 85  | 60 | 21 | 22 | 17 | 70  | 74  | −4  | Permanecem      |
| 8  | Danubio           | 1,400 | 84  | 60 | 22 | 15 | 23 | 73  | 70  | +3  | Permanecem      |
| 9  | Fénix             | 1,383 | 83  | 60 | 23 | 14 | 23 | 73  | 67  | +6  | Permanecem      |
| 10 | Wanderers         | 1,367 | 82  | 60 | 23 | 13 | 24 | 93  | 76  | +17 | Permanecem      |
| 11 | Liverpool         | 1,333 | 40  | 30 | 12 | 4  | 14 | 31  | 42  | −11 | Permanecem      |
| 12 | Juventud          | 1,300 | 78  | 60 | 21 | 15 | 24 | 79  | 83  | −4  | Permanecem      |
| 13 | Racing            | 1,267 | 76  | 60 | 21 | 13 | 26 | 89  | 104 | −15 | Permanecem      |
| 14 | Rentistas         | 1,217 | 73  | 60 | 21 | 10 | 29 | 70  | 87  | −17 | Rebaixados      |
| 15 | El Tanque Sisley  | 1,033 | 62  | 60 | 17 | 14 | 29 | 66  | 90  | −24 | Rebaixados      |
| 16 | Villa Teresa      | 0,800 | 24  | 30 | 6  | 6  | 18 | 24  | 49  | −25 | Rebaixados      |

| Fonte: AUF (em castelhano) |

## Fase final
Peñarol e Plaza Colonia se classificaram para a fase final do campeonato como campeões do Apertura e do Clausura, respectivamente. Além disso, o Peñarol também garantiu vaga por ter sido a equipe com mais pontos na tabela acumulada da temporada. Diante dessa situação, foi disputado um playoff inicial entre as duas equipes. O Peñarol seria declarado campeão da temporada em caso de vitória, enquanto o Plaza Colonia precisava vencer o playoff para forçar uma final em dois jogos.

### Semifinal
| 12 de junho de 2016 | Peñarol | 3 – 1 (pro.) | Plaza Colonia | Estádio Centenário, Montevidéu |  |
|                     |         |              |               |                                |  |

### Final
Como o Peñarol, dono da melhor campanha na classificação geral, venceu a semifinal, sagrou-se campeão automaticamente, e a final não precisou ser disputada. O Nacional, por sua vez, ficou com o vice-campeonato por ter terminado em segundo lugar na classificação geral. Ambos os times garantiram vaga na fase de grupos da Taça Libertadores de 2017.

## Premiação
Destaques da temporada de 2015–16:
- Campeão uruguaio: Peñarol
- Melhor jogador: Maximiliano Olivera (Peñarol)
- Artilheiros: Junior Arias (Liverpool) e Gastón Rodríguez (Wanderers) — 19 gols
- Goleiro menos vazado: Kevin Dawson (Plaza Colonia) e Darío Denis (Fénix) — 25 gols sofridos em 30 partidas
- Fair Play: Plaza Colonia
- Melhor árbitro: Daniel Fedorczuk
- Jogador revelação: Nicolás Dibble (Plaza Colonia)
- Melhor treinador: Eduardo Espinel (Plaza Colonia)